# Листоед ясноточный
Листоед ясноточный, или листоед радужный (лат. Chrysolina fastuosa) — вид жуков из подсемейства хризомелин (Chrysomelinae) семейства листоедов.

## Описание
Длина тела жуков 5—6 мм. Голова, грудь и надкрылья блестящие, переднеспинка у большинства жуков с двумя неявственными синими пятнами; цвет жуков у разных подвидов и вариаций меняется. Надкрылья на шве, боковом крае и на плохо ограниченной продольной срединной полоске синие. Сверху тела зелёный цвет сменяется золотистым или медно-красным, а синие места становятся зелёными с фиолетовой серединой.

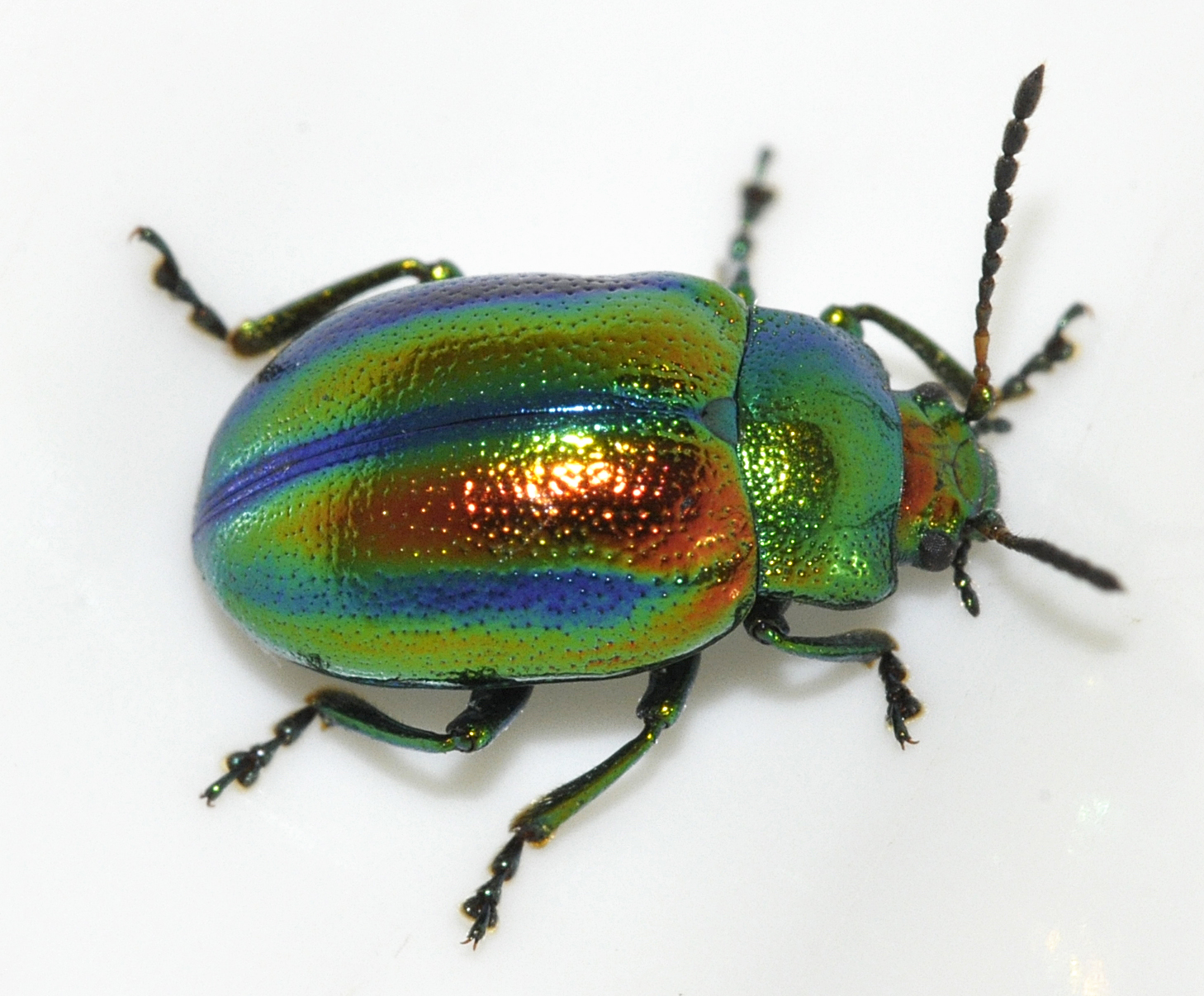

## Ареал
Распространён в Европе, на Кавказе, в Турции, Малой Азии, Западной Сибири и Алтае.

## Экология
Жуки обитают на лугах, полях, пустырях. Жуки кормятся на 83 видах растений из 45 семейств. Наблюдать жуков можно на гладких, волосяных, войлочных, восковых и грандулярных участках трёх органов растений (стебля, листа (на верхней стороне), плода), но большее предпочтение отдают гладким, волосяным и войлочным частям.
Примеры кормовых растений жуков: яснотковые (яснотка — яснотка белая; белокудренник — белокудренник чёрный; пикульник — Galeopsis ladanum, пикульник пушистый), крапивные (крапива — крапива двудомная).

## Подвиды
Выделяют следующие подвиды:
- Chrysolina fastuosa andorrensis Bechyné, 1950 — Андорра
- Chrysolina fastuosa biroi Csiki, 1953 — Румыния

синоним: Chrysolina fastuosa jodasi Bechyné, 1954
- Chrysolina fastuosa fastuosa (Scopoli, 1763)
- Chrysolina fastuosa inexplicabilis (Brancsik, 1910) — Банат
- Chrysolina fastuosa ventricosa (Suffrian, 1858) — центральная и южная Италия, южная Испания

Также описан вариетет Chrysolina fastuosa var. obscura Fleis.

## Фото

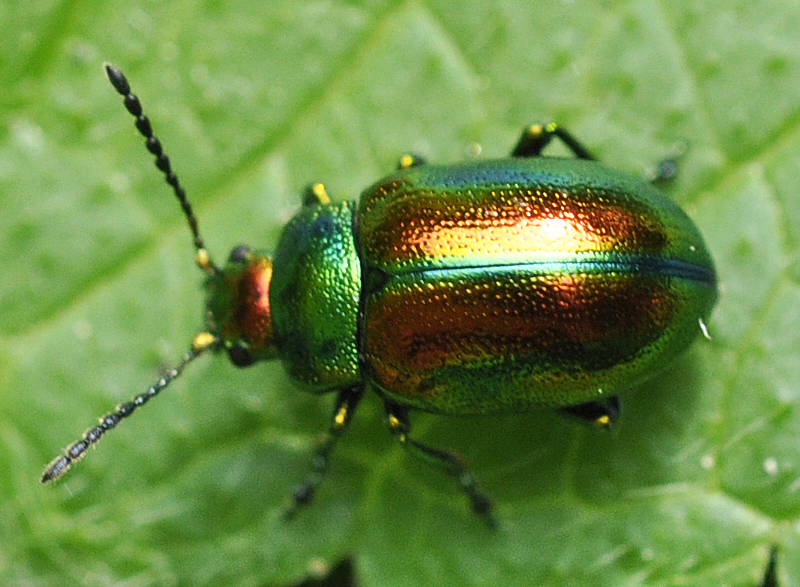
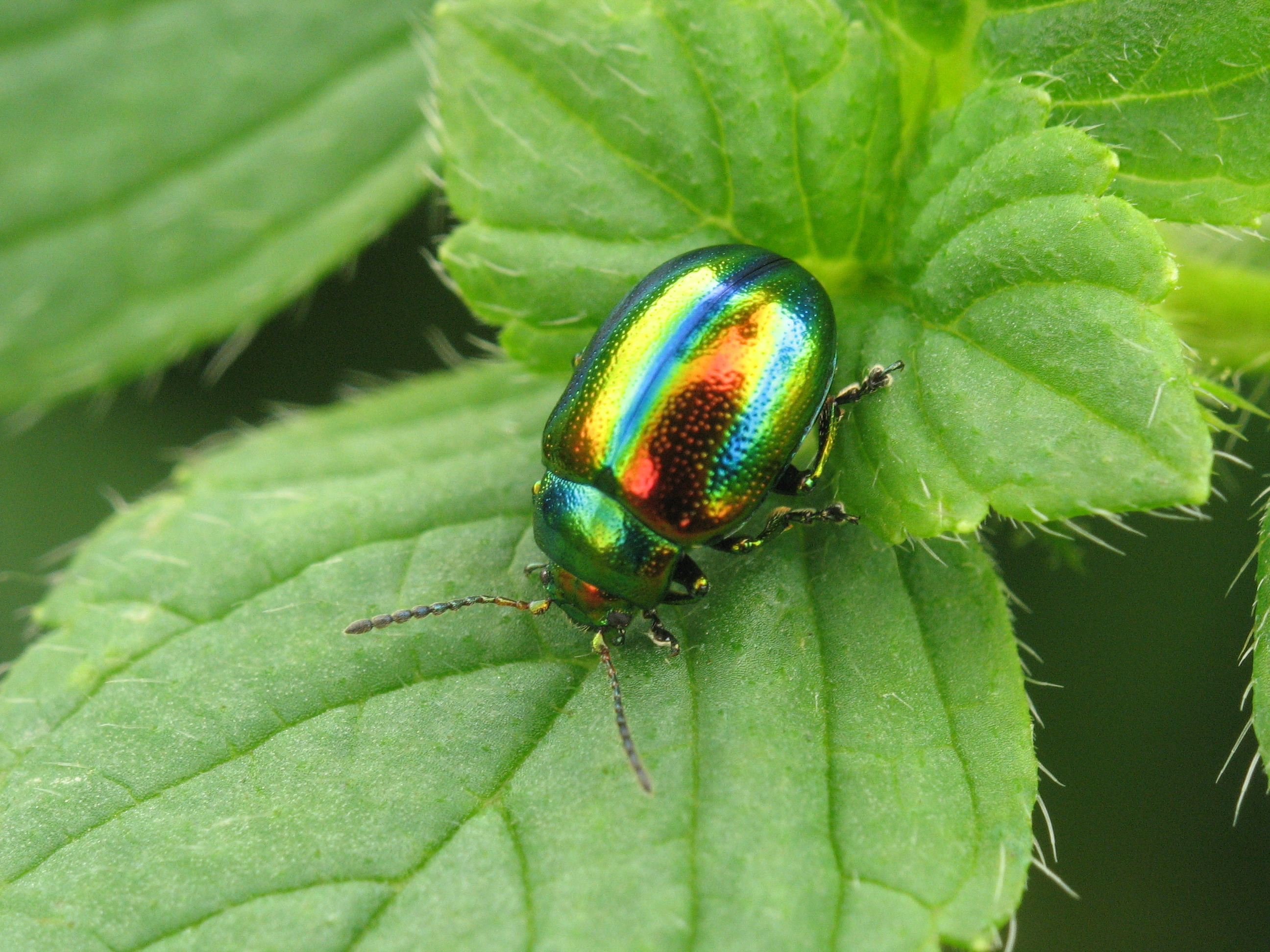
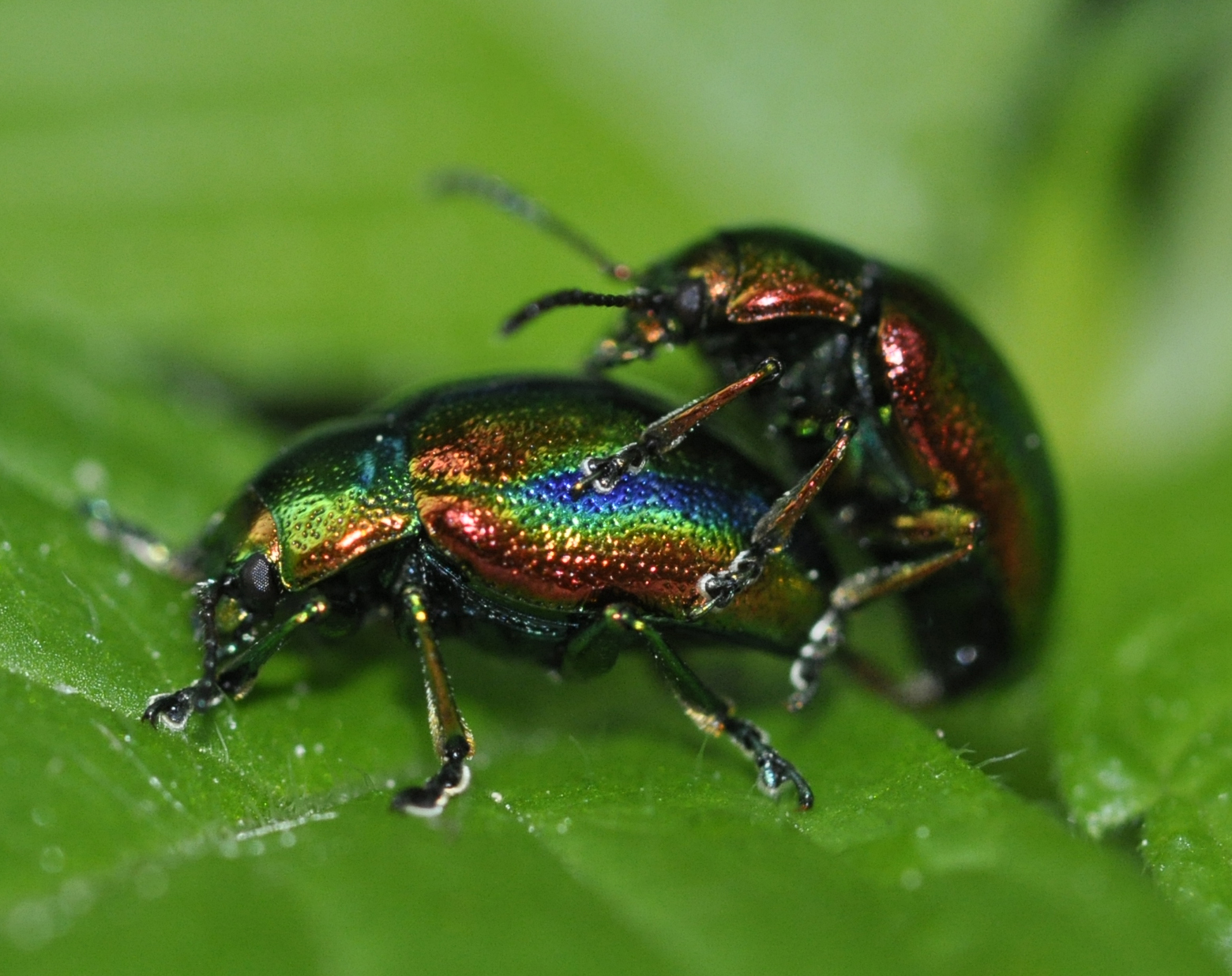
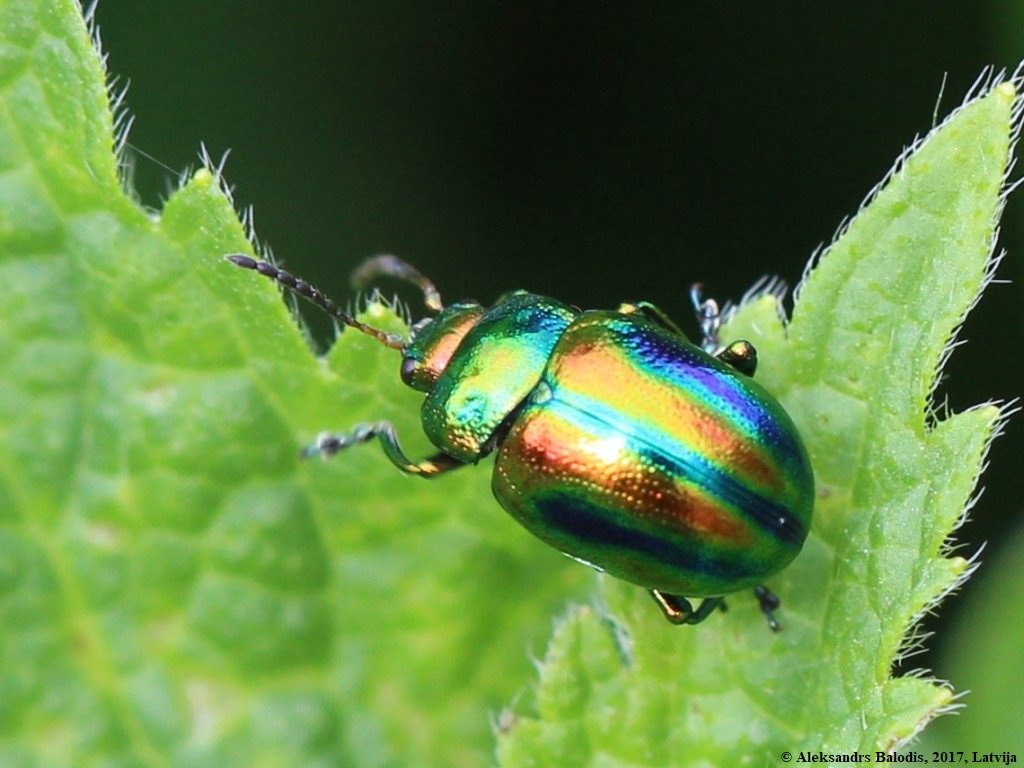
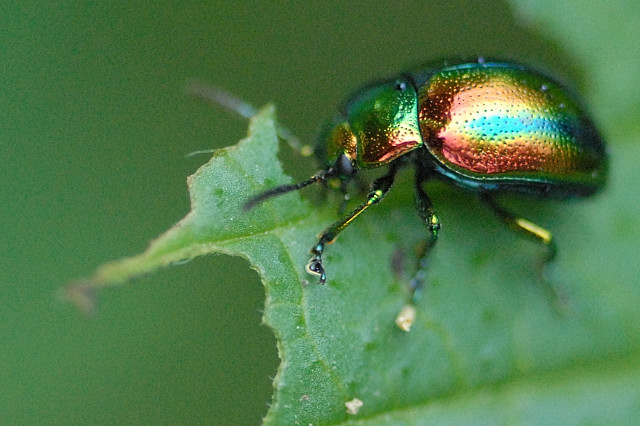
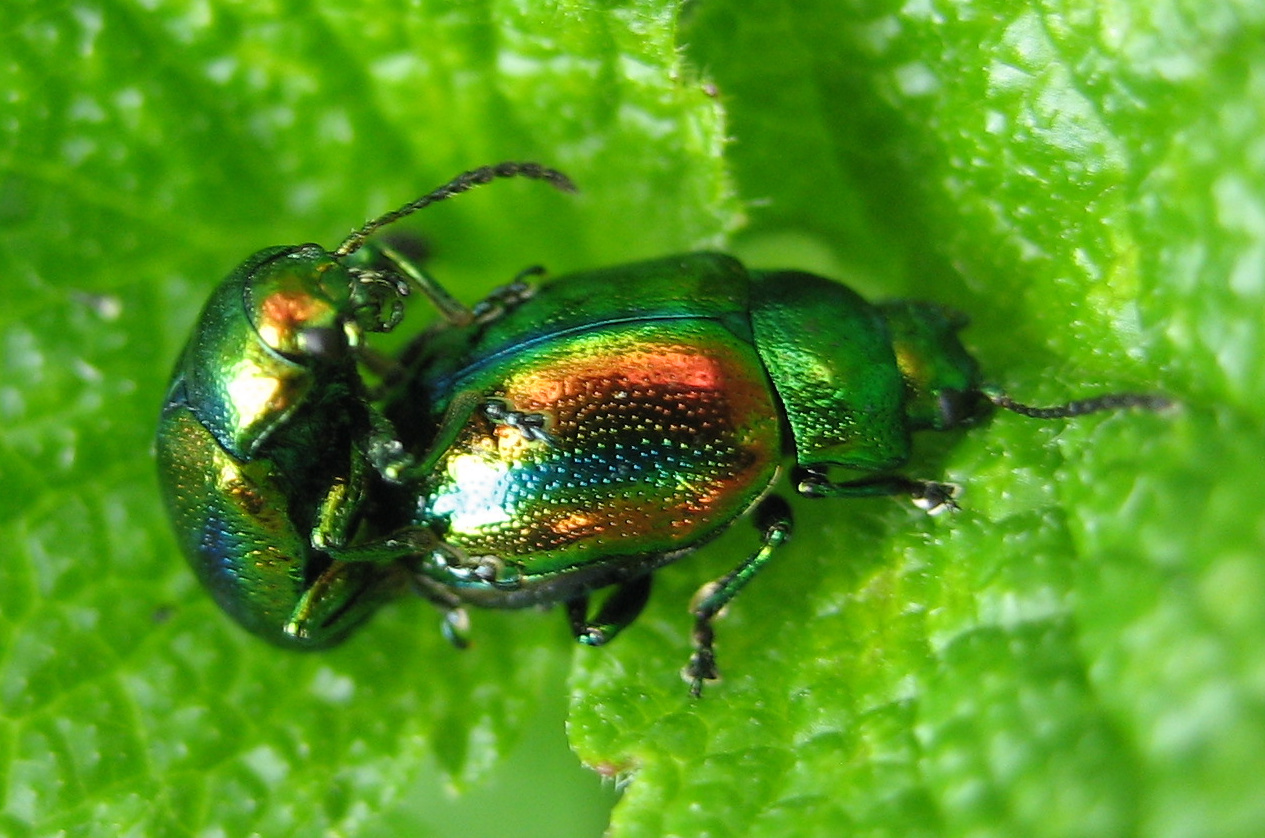